# All Basotho Convention
Die All Basotho Convention (ABC; Sesotho: Kobo-tata ea Basotho; deutsch etwa: „Versammlung aller Basotho“, kobo-tata ist wörtlich eine Wolldecke, die als Kleidungsstück viele Menschen umschließt) ist eine Partei in Lesotho. Sie wurde 2006 gegründet und wurde bei den Parlamentswahlen 2012 zweitstärkste Partei. Fortan stellte sie bis 2015 mit Tom Thabane den Premierminister. 2017 erhielt sie die meisten Sitze, so dass Thabane erneut Premierminister wurde. Der Großteil der ABC-Abgeordneten stellte sich jedoch 2019 gegen Thabane und bildete 2020 mit anderen Parteien eine Koalition unter Moeketsi Majoro, ebenfalls ABC. Seit Februar 2022 wird die Partei von Nkaku Kabi geführt.

## Geschichte
Ab 1998 regierte der Lesotho Congress for Democracy (LCD) mit absoluter Mehrheit. 2006 verließ der LCD-Politiker Tom Thabane mit 16 Abgeordneten die Partei und gründete die All Basotho Convention, deren Vorsitzender er 2007 wurde. Sie zog vor allem Wähler aus dem städtischen Milieu an. Bei den Wahlen im Februar 2007 erhielt sie 17 Direktmandate, vor allem im Gebiet der Hauptstadt Maseru. Die ABC trat mit der Lesotho Workers’ Party (LWP) auf einer gemeinsamen Liste an, auf die insgesamt 27 Mandate entfielen. Damit war die ABC/LWP zweitstärkste Partei.
Bei den Wahlen am 26. Mai 2012 erzielte die ABC rund 25 Prozent der Wählerstimmen sowie 26 von 80 Direktmandaten. Dank des teilweisen Verhältniswahlrechts erhielt sie weitere vier Mandate und kam so auf 30 der 120 Mandate. Ihre Hochburgen waren die Distrikte Maseru und Berea. Die Partei des bisherigen Premierministers Bethuel Pakalitha Mosisili, der Democratic Congress (DC), verfehlte die absolute Mehrheit. Thabane kündigte an, eine Koalitionsregierung mit dem LCD, der Popular Front for Democracy und der Basotho National Party (BNP) gründen zu wollen, die auf 64 der 120 Mandate käme. Mosisili trat daraufhin am 30. Mai 2012 vom Amt des Premierministers zurück. Am 8. Juni 2012 wurde Thabane als Premierminister einer Koalitionsregierung von ABC, LCD und BNP mit der Unterstützung durch kleinere Parteien vereidigt. Die Koalition zerbrach jedoch im Juni 2014. Am 30. August versuchte die Lesotho Defence Force, Thabane zu stürzen. Zur Lösung der Staatskrise in Lesotho 2014 wurde beschlossen, die nächsten Parlamentswahlen bereits im Februar 2015 abzuhalten.
Bei den Wahlen 2015 erhielt die ABC 40 Direktmandate und sechs Mandate nach dem Verhältniswahlrecht, während der DC insgesamt 47 Mandate gewann. Dabei lagen die Hochburgen der ABC im Nordwesten und den städtischen Regionen. Trotz der Zugewinne musste Thabane das Amt des Premierministers abgeben. Im Mai 2015 floh Thabane aus Furcht vor Verfolgung nach Südafrika. Er wird durch Generalsekretär Samonyane Ntsekele vertreten. Die übrigen ABC-Abgeordneten boykottierten daraufhin die Parlamentssitzungen. 2016 gab es weitere Drohungen gegen ABC-Parlamentarier; im August 2016 waren bereits sieben ABC-Abgeordnete nach Südafrika geflohen. Am 12. Februar 2017 kehrte Thabane aus seinem Exil zurück.
Bei den Wahlen im Jahr 2017 erhielt die ABC 51 Sitze. Thabane bildete daraufhin mit der neugegründeten Alliance of Democrats, der BNP und dem Reformed Congress of Lesotho eine Koalitionsregierung (siehe auch: Kabinett Thabane II).
Im Januar 2018 wurde Maliehe Prince Maliehe zum kommissarischen stellvertretenden Parteivorsitzenden berufen. Im Februar 2019 wurde die Parteiführung unter Thabane neu gewählt. Dabei wurde der Vice-Chancellor der National University of Lesotho, Nqosa Mahao, gegen Thabanes Willen zum neuen stellvertretenden Parteivorsitzenden gewählt, Generalsekretär wurde Lebohang Hlaele, Thabanes Schwiegersohn. Mahao hatte sich erst in einem Gerichtsverfahren gegen das National Executive Committee (NEC) der Partei durchsetzen müssen, das seine Kandidatur nicht akzeptiert hatte. Hlaele wurde nach seiner Wahl von Thabane als Minister entlassen. Im Juni 2019 schloss Thabane fünf im Februar gewählte Mitglieder des NEC, darunter Mahao und Hlaele, aus der Partei aus. Daraufhin kam es zu tätlichen Auseinandersetzungen im Hauptquartier, einige Tage später auch zu gegenseitigen Bedrohungen mit Schusswaffen. Anfang Juli 2019 wurde Thabane von seiner eigenen Partei per Mehrheitsbeschluss für sechs Jahre suspendiert. Auch diesen Beschluss wies Thabane zurück.
Nachdem sich Thabane wegen Mordes an seiner zweiten Ehefrau vor Gericht verantworten musste und seinen Rücktritt angekündigt hatte, nominierte das NEC der Partei den Vorsitzenden des NEC, Samuel Rapapa, als Nachfolgekandidaten. Die Fraktion nominierte hingegen am 22. März 2020 den amtierenden Finanzminister Moeketsi Majoro. Die Nominierung wurde von anderen Parteien wie dem DC unterstützt, so dass Thabane zurücktrat. Moeketsi wurde am 20. Mai 2020 als Premierminister vereidigt. Thabane trat Anfang 2022 vom Parteivorsitz zurück, als sein Nachfolger wurde Nkaku Kabi gewählt. Bei der Parlamentswahl im Oktober 2022 erzielte die ABC ihr bislang schlechtestes Ergebnis, sie erhielt nur noch 8 Sitze nachdem sie 2017 mit 48 von 120 Sitzen die stärkste politische Kraft war.

## Darstellung
Die Parteifarben sind gelb, rot und grün. Als Symbol dient eine Sonne mit roten Zacken.